# Красуха (комплекс РЭБ)

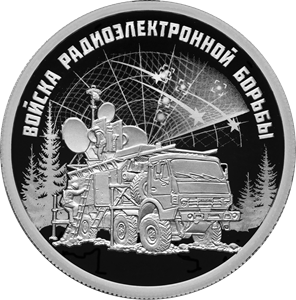
Памятная монета Банка России. 2024 год, серебро, 1 рубль

Красуха — российское семейство комплексов радиоэлектронной борьбы (РЭБ). Разработаны Всероссийским Научно-исследовательским институтом «Градиент» (Ростов-на-Дону), в производстве и испытаниях опытного образца принимал участие новгородский завод «Квант», входящий в Концерн «Радиоэлектронные технологии» (КРЭТ). Серийное производство машин РЭБ ведётся Брянским электромеханическим заводом.

## Назначение
Прикрытие командных пунктов, группировок войск, средств ПВО, важных промышленных и административно-политических объектов. Комплекс анализирует тип сигнала и воздействует на РЛС противника помеховым излучением. Осуществляют подавление спутников-шпионов, наземных радаров и авиационных систем ДРЛОиУ.

## История создания
Разработка комплексов «Красуха» началась в середине 1990-х годов. Одновременно с комплексом 1РЛ257 «Красуха-4» разрабатывалась система 1Л269 «Красуха-2». Комплексы отличаются друг от друга составом применяемого оборудования («Красуха-2» выполнена на аналоговом оборудовании, «Красуха-4» — на цифровом), характеристиками и применяемым шасси. Комплекс «Красуха-2» монтируется на четырёхосном шасси БАЗ-6910-022, «Красуха-4» — на четырёхосном шасси завода КамАЗ. Информация, позволяющая составить подробный список различий между комплексами, засекречена.
Государственные испытания комплексов завершены в 2009 году.

## Начало эксплуатации
Первые станции «Красуха-2» поставлены в ВС России в 2012 году. Гособоронзаказ 2014 года по поставкам станций «Красуха-2» выполнен КРЭТ в октябре 2014 года. В 2015 году планируется поставка двух комплексов.
Первый контракт на поставку пяти серийных изделий «Красуха-4» был подписан 26 мая 2011 года. Второй государственный контракт на изготовление неуточненного количества комплексов «Красуха-4» был заключён по результатам закрытого аукциона 23 апреля 2012 года уже с Концерном «Радиоэлектронные технологии». По аналогичной схеме 27 марта 2013 года с КРЭТом был заключён третий госконтракт на поставку комплексов «Красуха-4» в количестве 18 единиц. Всего за 2012—2013 года произведено 10 комплексов «Красуха-4».

## Техническая информация
Технические подробности о комплексе засекречены. Утверждается, что возможности станции активных помех позволяют эффективно бороться со всеми современными радиолокационными станциями. По некоторым данным, комплекс РЭБ «Красуха-4» способен «глушить» не только сигнал радиолокационных станций противника, но и радиоканалы управления беспилотными летательными аппаратами. По словам генерального директора Брянского электромеханического завода Федора Дмитрука, в состав комплекса «Красуха-2» входят три машины со специальным оборудованием, а в состав «Красуха-4» — две.

### Тактико-технические характеристики
Дальность действия комплекса «Красуха-4» оценивается в 150—300 километров.

## Экспортный вариант
Станция 1Л269 предлагается на экспорт и была представлена на выставке КРЭТ в апреле 2013 года.

## Применение
«Красуха-2» использовалась российскими силами в войне в Донбассе с 2015 года. Также наблюдательная миссия ОБСЕ в отчете от 11 августа 2018 года указывала о присутствии данного комплекса в районе населенного пункта Чернухино.
ВКС РФ развернули в октябре 2015 систему «Красуха-4» на аэродроме Хмеймим во время военной операции в Сирии. По версии «Независимой газеты», именно при помощи комплексов РЭБ «Красуха» 17 апреля 2018 года в Сирии были сбиты некоторые запущенные по позициям правительственной армии американские крылатые ракеты «Томагавк».
По данным некоторых источников, в октябре 2020 года комплекс был переброшен на российскую военную базу в Гюмри. Комплекс РЭБ последней модификации «Красуха-4» был использован на прилегающей к НКАО территории Армении, во время войны 2020 года, для противодействия БПЛА «Байрактар» и IAI Harop.
Комплекс «Красуха-4» использовался в ходе вторжения России на Украину. В марте 2022 года комплекс была захвачен украинской стороной на окраине города Макаров. По данным The Daily Telegraph и Popular Science, комплекс отправлен на экспертизу на базу ВВС США в Рамштайне, а в дальнейшем — в США для более детального изучения.
РЭБ Красуха использовался для электромагнитной атаки с целью глушения сигнала Starlink, которую использовали ВСУ для связи между подразделениями, наведения, дронов и артиллерии, однако плотность спутниковой архитектуры и обновление ПО сделало попытки глушения неэффективными.